# Pedro Fernando Mavunza
Pedro Fernando Mavunza foi um embaixador de Angola no Botswana e no Congo.
O Embaixador Pedro Fernando Mavunza sucedeu a Manuel Quarta Punza e foi afastado do cargo de embaixador no Congo em 2018, sendo sucedido por Vicente Muanda.